# Internutredning
Internutredning är ett begrepp, som används inom organisationer och sammanslutningar för att påvisa lagbrott eller interna regelbrott inom den egna organisationen. Begreppet är troligen mest känt inom polisen, vilken ofta har separata avdelningar som bedriver internutredningar mot polismän.
Internutredningen inom polisen drivs av åklagare, men utreds av andra polismän, helt i enlighet med en vanlig brottsutredning (förundersökning). Utredningarna är till för att påvisa om polismännen kan åtalas för brott, eller i andra hand för olämpligt uppförande eller beteende, eller andra klandervärda handlingar som är etiskt felaktiga. Brott straffas i vanlig ordning enligt svensk gällande lag, men polismannen kan även få en disciplinpåföljd i form av löneavdrag eller varning, och ibland avsked ifrån sin tjänst.
I storstäderna finns separata avdelningar för internutredningar inom polisen. I Stockholm bl. a. heter avdelningen CU. Detta står kort och gott för "Chefens utredningar". I mindre distrikt, är det ofta så att ett intilliggande granndistrikt sköter utredningarna i distriktet. För disciplinpåföljder eller avsked, tas besluten inom polisen av PAN, som står för "personalansvarsnämnden". Inom andra organisationer tillsätts ofta lämplig personal, med kunnande och integritet för att utreda regelbrott inom organisationen.